# IFK Karlshamn
Der IFK Karlshamn ist ein schwedischer Fußballverein aus Karlshamn. Die Mannschaft spielte insgesamt drei Spielzeiten in der zweithöchsten schwedischen Spielklasse, tritt aber mittlerweile im unterklassigen Ligabereich an.

## Geschichte
Der 1906 gegründete IFK Karlshamn wurde bei Einführung des schwedischen Ligasystems 1928 der dritten Liga zugeordnet. Die Mannschaft setzte sich auf Anhieb im vorderen Drittel ihrer Staffel fest und stieg 1932 bei Erhöhung der Anzahl der Zweitligastaffeln von zwei auf vier als Tabellendritter erstmals in die zweite Liga auf. In der Division 2 Södra gelangen der Mannschaft jedoch lediglich zwei Saisonsiege, gemeinsam mit dem Kalmar AIK stieg der Verein direkt wieder ab. In der Folge etablierte er sich in der dritten Liga, wobei die Mannschaft im Lauf der Zeit zwischen erstem Tabellendrittel und Abstiegskampf schwankte. Bei einer Ligareform 1947 reichte der dritte Tabellenplatz jedoch nicht zum Klassenerhalt, die seinerzeit 17 Drittligastaffeln wurden auf vier reduziert.
Am Ende der Spielzeit 1958/59 kehrte der IFK Karlshamn in die Drittklassigkeit zurück und verpasste den direkten Durchmarsch in die zweite Liga am Ende der Saison 1960 lediglich aufgrund des schlechteren Torverhältnisses gegenüber dem punktgleichen Konkurrenten Hässleholms IF. Nach einer Vizemeisterschaft hinter Bromölla IF 1962 stieg der Klub im folgenden Jahr als Staffelsieger erneut in die zweite Liga auf. In der Division 2 Östra Götaland belegte der Aufsteiger vor BK Derby, Husqvarna IF und Nyköpings AIK den letzten Nicht-Abstiegsplatz, in der Spielzeit 1965 fehlten als Tabellenletzter zehn Punkte zum Klassenerhalt. Auch in der dritten Liga verpasste die Mannschaft den Klassenerhalt, 1970 stieg der Verein schließlich in die fünfte Spielklasse ab. Nach dem direkten Wiederaufstieg etablierte er sich alsbald erneut im vorderen Ligabereich und kehrte zur Spielzeit 1979 als Staffelsieger in die Drittklassigkeit zurück. Dort platzierte sich die Mannschaft hauptsächlich im mittleren Tabellenbereich, 1985 folgte der erneute Abstieg und bei einer Ligareform im Folgejahr wurde der Klub gar in die fünfte Spielklasse zurückgestuft. 
Zu Beginn der 1990er Jahre meldete sich der IFK Karlshamns in der vierten Liga zurück und stieg 1992 abermals in die dritte Liga auf. Bis 1996 hielt sich die Mannschaft in der Spielklasse, nach dem erneuten Abstieg spielte der Klub bis 2001 viertklassig. Mit dem Abstieg in die sechste Liga 2004 verabschiedete sich der Klub vom höherklassigen Fußball.